# Elena, Principesă a României
Principesa Elena a României (n. 15 noiembrie 1950, Lausanne, Elveția) este cea de-a doua fiică a Regelui Mihai I al României. Ea este moștenitoarea Șefiei Casei Regale a României, fiind prima pe linia de succesiune, conform Normelor Fundamentale ale Casei Regale a României.

## Biografie
Principesa Elena a studiat inițial în Elveția, iar de la o vârstă foarte tânără, a lucrat la Londra, în cadrul unei companii de restaurări de opere de artă.
La 20 iulie 1983 s-a căsătorit cu dr. Robin Leslie Medforth-Mills (n. 8 decembrie 1942 – d. 2 februarie 2002), în cadrul unei ceremonii civile la Durham și ulterior la Biserica Ortodoxă Răsăriteană din Lausanne, pe 24 septembrie același an. Au avut doi copii:
- Nicolae de Roumanie Medforth-Mills (n. 1 aprilie 1985), căsătorit la 6 octombrie 2017 cu jurnalista Alina Maria Binder, cu care are doi copii (Maria-Alexandra, n. 7 noiembrie 2020 și Mihai, n. 15 aprilie 2022); are de asemenea o fiică (Iris Anna, n. 9 februarie 2016) dintr-o relație anterioară cu Nicoleta Cîrjan.
- Elisabeta Karina de Roumanie Metcalfe (n. 4 ianuarie 1989), căsătorită la 26 aprilie 2024 cu Kurt Metcalfe, cu care are un fiu, Augustus Mihai de Roumanie Metcalfe (n. 23 mai 2024).[2]

Elena a divorțat de Robin Medforth-Mills pe 28 noiembrie 1991, iar ulterior s-a recăsătorit la 14 august 1998 cu Alexander Philips Nixon McAteer (n. 22 octombrie 1964) într-o ceremonie civilă. Pe 11 septembrie 2013, la Catedrala Încoronării din Alba Iulia, Elena și soțul ei, Alexander Nixon, au celebrat căsătoria religioasă, în rit ortodox, într-o ceremonie oficiată de Irineu, arhiepiscop al Alba Iuliei.

## Titluri, ranguri și onoruri

### Titluri
- 15 noiembrie 1950 - 10 mai 2011: Alteța Sa Regală Principesa Elena a României, Principesă de Hohenzollern-Sigmaringen
- 10 mai 2011 - prezent: Alteța Sa Regală Principesa Elena a României

### Onoruri
- Casa Regală a României: Cavaler în grad de Mare Ofițer al Ordinului „Carol I”[5][6]
- Casa Regală a României: Ordinul „Coroana României” în grad de Mare Cruce[7][8]
- Casa Regală a României: Ordinul de Familie „Custodele Coroanei Române”[9]
- Casa Regală a României:  Decorația Regală „Nihil Sine Deo”[10]

- Casa de Bourbon-Două Sicilii: Marea Cruce a Ordinului Regal Francisc I[11]